# The Blue Aeroplanes
The Blue Aeroplanes is een Britse rockband uit Bristol, opgericht in 1981. De band combineert voornamelijk alternatieve rock met postpunk- en art rock-elementen. De vaste leden zijn de broers Gerard en John Langley, naast danser Wojtek Dmochowski. Alle drie waren eerder lid geweest van de new wave-band Art Object.

## Geschiedenis
The Blue Aeroplanes werd in Bristol opgericht door de voornoemde drie oud-leden van Art Objects, samen met zanger en gitarist Nick Jacobs (die eerder lid was van Exploding Seagulls, een band uit Southampton). In de eerste jaren daarna gaf de band nog voornamelijk gelegenheidsconcerten, onder meer in Victoria Rooms. 
In 1984 brachten ze hun eerste eigen album uit, Bop Art, gevolgd door Tolerance (1985) en Spitting Out Miracles (1987). Op 24 februari 1990 kwam hun album Swagger uit, nu onder de labels Chrysalis/Ensign. Hun volgende album, Beatsongs (1991), bevatte onder meer een cover van het nummer The Boy in the Bubble van Paul Simon. Dit album werd het succesvolst en bereikte plaats 33 in de UK Albums Chart.  Dit album was opgenomen in de VS, onder productie van Larry Hirsch,  onder dezelfde twee labels als Swagger. 
In de jaren daarna bracht The Blue Aeroplanes onder diverse andere productielabels nog enkele nieuwe albums uit.

## Discografie

### Studio-albums
- Bop Art (1984), Bristol record labels, Party Records
- Tolerance (1985), Fire
- Spitting Out Miracles (1987), Fire
- Swagger (1990), Ensign
- Beatsongs, (1991), Ensign
- Life Model (1994), Beggars Banquet
- Rough Music (1995), Beggars Banquet
- Cavaliers & Roundheads (2000), Swarf Finger
- Altitude (2006), EMI/Harvest
- Harvester (2007), EMI/Harvest
- Anti-Gravity (2011), Art Star/Albino
- Welcome, Stranger! (2017), Art Star
- Culture Gun (2022), Art Star

### Livealbums
- Fruit (Live 1983-1995) (1996), Fire
- Access All Areas - Live (CD + DVD) (2015), Edsel

### Compilatie-albums
- Friendloverplane (1988), Fire
- World View Blue (1990), Chrysalis
- Friendloverplane 2 (Up in a Down World) (1992), Ensign
- Weird Shit (One-Offs False Starts & Side Roads To The Wrong Part Of Town) (1996), Self-release
- Huh! The Best of The Blue Aeroplanes 1987–1992  (1997), Chrysalis
- Warhol's 15 – The Best Of The Blue Aeroplanes 1985–1988 (2002), Nectar

### Singles en ep's
- "Action Painting & Other Original Works Of..." (ep) (1985), Fire Records (FIRE 2) - Action Painting / Le Petit Cadeau De Don Juan / Ashtrays From Mt. Etna / Police (38 Divinity)
- "Lover & Confidante And Other Stories of Travel Religion & Heartbreak" (ep) (1985), Fire Records (FIRE 8) - Lover & Confidante / Who Built This Station In The Midwest / Weird Heart / Breaking In My Heart
- "Tolerance" (ep) (1986), Fire Records BLAZE 12T - Tolerance (Remix) / Teaching English (Through Sex And Death) / The Couple In The Next Room / Complete Blessing
- "Bury Your Love Like Treasure" (ep) (1987), Fire Records BLAZE 23T - Bury Your Love Like Treasure / King Of The Soap Box / Vice King's Son / Continually Torn Apart
- "The Janice Long Session" (ep) (1988), Strange fruit / Night Trax SFNT009 -
- "Veils of Colour" (ep) (1988), Fire Records BLAZE 24T - Veils Of Colour / Spitting Out Miracles (Re-mixed) / Arriving / Built In A Day
- "Jacket Hangs" (1990), Ensign ENY628
- "...And Stones" (1990), Ensign ENY632 - ... And Stones (Remix Edit) / ... And Stones (Album version)
- "The Loved" (ep) (1990), Ensign ENY636 - You (Are Loved) / You're Going To Need Somebody / Sweet Jane / World View Blue (akoestische versie)
- "Yr Own World" (1991), Ensign ENY647
- "The Boy in the Bubble" (1991), Ensign ENY649
- "Stranger" (1992), Flexidisc uitgedeeld aan de Universiteit van Bristol
- "Up In A Down World" (ep)  (1993), Fantastic Plastic FP002 - Up In A Down World / Fun (Acoustic) / Breaking In My Heart / Mean Time
- "Broken & Mended ep" (1994), Beggars Banquet BBQ26T - Broken & Mended	/ Love Is / Star-Cross'd / Get Out!
- "Detective Song" (1994), Beggars Banquet BBQ39
- "Sugared Almond ep" (1995), Beggars Banquet BBQ53 - Sugared Almond (New Version) / Scared (Scared Mix) / Bad Moon Rising / Broken And Mended (akoestische versie)
- "China Brilliance Automotive" (2010), Albino Two Recordings ALBTW010
- "Dead Tree! Dead Tree!" (2016), ArtStar AS CS 002